# Eldenaer Straßenbrücke
Die Eldenaer Straßenbrücke oder Scheffelstraßenbrücke in Berlin ist eine Straßenbrücke, die die beiden Bezirke Friedrichshain-Kreuzberg und Lichtenberg miteinander verbindet. Ehemals aus zwei getrennten Brücken bestehend, bildet das Bauwerk heute eine zusammenhängende Straßenbrücke.

## Geschichte
Die Scheffelstraßenbrücke wurde in den Jahren 1906 und 1907 von der Königlichen Eisenbahndirektion Berlin gebaut, um die dampfbetriebene Ringbahn zu überbrücken. Die Brücke ist 52,21 Meter lang und 22,62 Meter breit. Viele Jahre später wurde gegenüber zwischen 1933 und 1934 die Eldenaer Straßenbrücke errichtet, um die Durchfahrt der Berliner Ringbahn zu ermöglichen. Die zweite Brücke ist 13,40 m lang und 23,70 m breit. Zwischen 1997 und 1999 wurden die Brücken umfassend saniert.
Ende 2024 wurde bekannt, dass die Brücke gravierende Mängel aufweist und dringend sanierungsbedürftig ist. Der Zustand der Brücke wird mit 3,4 bewertet und gilt damit als "ungenügend".